# Neos
Neos Air is een Italiaanse luchtvaartmaatschappij gevestigd in Milaan.
Neos Air voert vluchten uit naar bestemmingen in Zuid-Europa, de Canarische Eilanden, Afrika, het Rode Zeegebied, de Caraïben en Brazilië. Vaste thuisbasis is Malpensa International Airport in Milaan, maar de maatschappij voert ook vluchten uit vanuit Rome, Bergamo, Verona en Bologna.

## Geschiedenis
Neos werd opgericht op 22 juni 2001 en startte op 8 maart 2002. Het werd opgericht als een joint venture tussen het moederbedrijf Finanziaria di Partecipazioni (IFIL) van Alpitour die gecontroleerd wordt door de Agnelli Group en TUI AG.
Sinds januari 2004 wordt Neos gecontroleerd door Alpitour (99.99%) en Welcome Travel Group (0.01%). Het heeft 330 werknemers (in maart 2007).

## Vloot

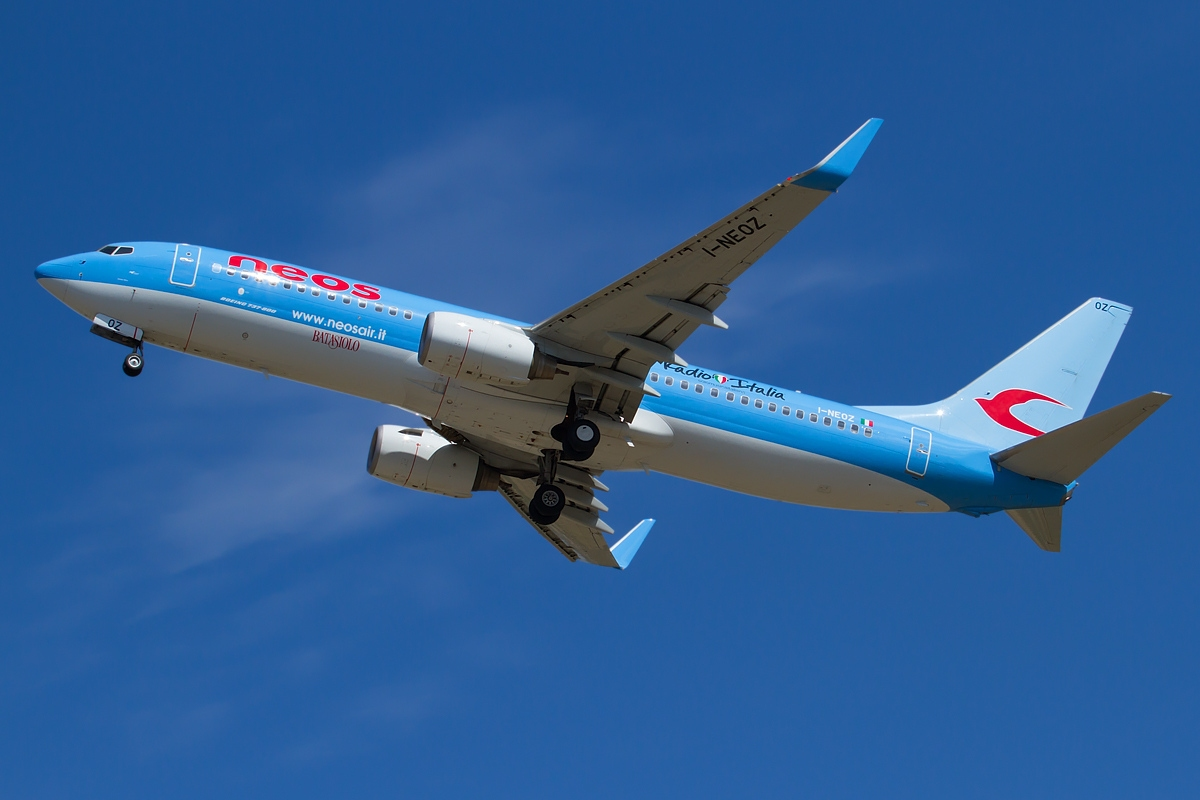
Een Boeing 737-800 van Neos

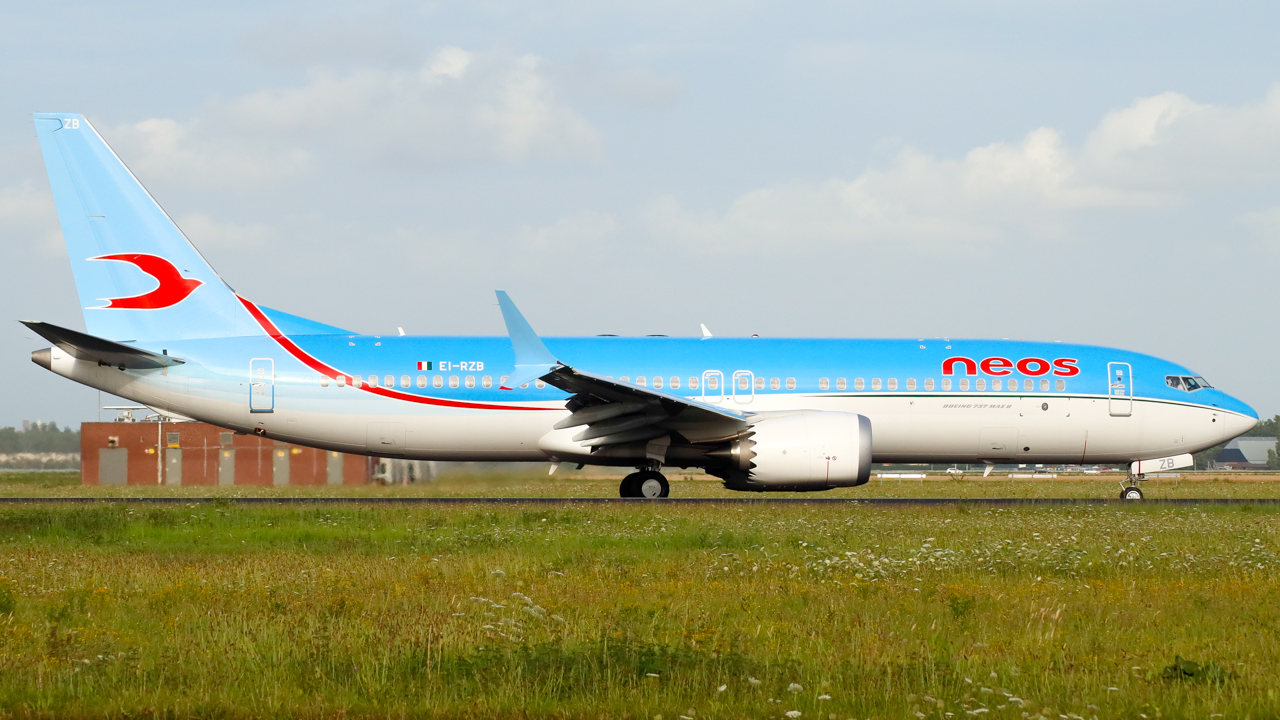
Een Boeing 737 MAX 8 van Neos

De vloot van Neos bestaat uit de volgende toestellen (mei 2025):
| Type             | In dienst | Orders | Opmerkingen |
| ---------------- | --------- | ------ | ----------- |
| Boeing 737-800   | 4         | —      |             |
| Boeing 737 MAX 8 | 7         | 1      |             |
| Boeing 787-9     | 6         | —      |             |
| Totaal           | 17        | 1      |             |

| Registratie & namen van de vloot | Registratie & namen van de vloot |
| -------------------------------- | --- |
| Boeing 737-800                   | - I-NEOU (Città di Verona) - I-NEOZ (Monte Rosa) - EI-GRJ (Gio Cin) - EI-HIM                                                                                    |
| Boeing 737-8MAX                  | - EI-RZA (Marco Polo) - EI-RZB (Cristoforo Colombo) - EI-RZC (Amerigo Vespucci) - EI-RZD (Francesco Morosini) - EI-RZE - EI-RZF - EI-RZG                        |
| Boeing 787-9                     | - EI-NEO (Spirit Of Italy) - EI-NEW (Erminio Ferri) - EI-NEU (European Dream) - EI-NUA (Las Americas) - EI-NYE (Valerio Catullo) - EI-XIN (Ciudad de La Habana) |

In het verleden vloog Neos ook met de Boeing 767-300ER. Van dit toestel zijn er 3 in de vloot geweest. De laatste (I-NDOF) werd in november 2019 uitgefaseerd en was haar werkzame leven begonnen bij KLM (PH-BZD). Sinds de uitfasering van de 767 vliegt Neos alleen nog met de Boeing 787-9 op de langeafstandsvluchten.